# Atletismo nos Jogos Olímpicos de Verão de 2008 - Lançamento de dardo feminino
A competição de Lançamento do dardo feminino nos Jogos Olímpicos de Verão de 2008 realizou-se entre os dias 19 e 21 de agosto no Estádio Nacional de Pequim.
O padrão classificatório foi 60,50 m (padrão A) e 56,00 m (padrão B).
Originalmente a russa Mariya Abakumova obteve a medalha de prata, mas foi desclassificada em 13 de setembro de 2016 após a reanálise de seu teste antidoping acusar o uso da substância turinabol. A alemã Christina Obergföll, então em terceiro lugar, foi elevada a segunda posição. A medalha de bronze foi realocada para a britânica Goldie Sayers.

## Medalhistas
| Ouro   | CZE Barbora Špotáková   |
| Prata  | GER Christina Obergföll |
| Bronze | GBR Goldie Sayers       |

## Recordes
Antes desta competição, os recordes mundiais e olímpicos da prova eram os seguintes:
| Tipo | Atleta            | Distância | Local      | Data                 |
| ---- | ----------------- | --------- | ---------- | -------------------- |
|      | Osleidys Menéndez | 71,70 m   | Helsínquia | 14 de agosto de 2005 |
|      | Osleidys Menéndez | 71,53 m   | Atenas     | 27 de agosto de 2004 |

## Resultados

### Eliminatórias
Regra de qualificação: performance mínima de 61.50 (Q) e as 12 melhores seguintes (q) avançaram para a Final.
| #  | Grupo | Atleta                  | País                | #1    | #2    | #3    | Resultado | Notas |
| -- | ----- | ----------------------- | ------------------- | ----- | ----- | ----- | --------- | ----- |
| 1  | A     | Barbora Špotáková       | CZE República Checa | 67.69 |       |       | 67.69     | Q     |
| 2  | B     | Christina Obergföll     | GER Alemanha        | 67.52 |       |       | 67.52     | Q     |
| 3  | A     | Steffi Nerius           | GER Alemanha        | 59.15 | 59.74 | 63.94 | 63.94     | Q     |
| 4  | A     | Mariya Abakumova        | RUS Rússia          | 61.23 | 63.48 |       | 63.48     | Q     |
| 5  | B     | Goldie Sayers           | GBR Grã-Bretanha    | 60.79 | 62.99 |       | 62.99     | Q     |
| 6  | B     | Barbara Madejczyk       | POL Polônia         | 62.81 |       |       | 62.81     | Q, SB |
| 7  | A     | Mercedes Chilla         | ESP Espanha         | 56.98 | 61.81 |       | 61.81     | Q, SB |
| 8  | A     | Zhang Li                | CHN China           | 58.30 | 61.77 |       | 61.77     | Q     |
| 9  | B     | Katharina Molitor       | GER Alemanha        | 55.65 | 53.50 | 60.92 | 60.92     | q     |
| 10 | B     | Felicea Țilea-Moldovan  | ROU Romênia         | 53.25 | 55.89 | 60.81 | 60.81     | q     |
| 11 | A     | Osleidys Menéndez       | CUB Cuba            | 60.51 | x     | 60.41 | 60.51     | q     |
| 12 | A     | Sinta Ozoliņa           | LAT Letônia         | 60.13 | x     | 52.62 | 60.13     | q, NR |
| 13 | B     | Justine Robbeson        | RSA África do Sul   | 56.75 | 54.26 | 59.63 | 59.63     |       |
| 14 | A     | Urszula Piwnicka        | POL Polônia         | 51.33 | 52.99 | 59.28 | 59.28     |       |
| 15 | A     | Savva Lika              | GRE Grécia          | 56.44 | 58.59 | 59.11 | 59.11     |       |
| 16 | A     | Vira Rebryk             | UKR Ucrânia         | 55.77 | 57.12 | 59.05 | 59.05     |       |
| 17 | B     | Mikaela Ingberg         | FIN Finlândia       | 55.71 | 58.82 | 58.36 | 58.82     |       |
| 18 | A     | Chang Chunfeng          | CHN China           | 58.42 | x     | x     | 58.42     |       |
| 19 | B     | Yanet Cruz              | CUB Cuba            | 58.06 | 57.15 | 57.03 | 58.06     |       |
| 20 | B     | Lavern Eve              | BAH Bahamas         | 55.22 | 57.36 | 55.15 | 57.36     |       |
| 21 | B     | Jarmila Klimešová       | CZE República Checa | 52.18 | 57.25 | x     | 57.25     |       |
| 22 | A     | Nikolett Szabó          | HUN Hungria         | 56.98 | 57.15 | x     | 57.15     |       |
| 23 | A     | Natallia Shymchuk       | BLR Bielorrússia    | 55.56 | 57.11 | x     | 57.11     |       |
| 24 | A     | Sílvia Cruz             | POR Portugal        | 54.65 | 57.06 | x     | 57.06     |       |
| 25 | B     | Olha Ivankova           | UKR Ucrânia         | 55.63 | 51.98 | 57.05 | 57.05     |       |
| 26 | B     | Moonika Aava            | EST Estônia         | x     | 56.94 | x     | 56.94     |       |
| 27 | A     | Alessandra Resende      | BRA Brasil          | 54.05 | 56.53 | 54.32 | 56.53     |       |
| 28 | B     | Buoban Pamang           | THA Tailândia       | 53.69 | x     | 56.35 | 56.35     | SB    |
| 29 | B     | Lindy Leveau-Agricole   | SEY Seicheles       | 56.32 | 55.90 | 50.74 | 56.32     | SB    |
| 30 | B     | Erma-Gene Evans         | LCA Santa Lúcia     | 46.79 | 54.60 | 56.27 | 56.27     |       |
| 31 | B     | Maryna Novik            | BLR Bielorrússia    | 56.10 | x     | 53.48 | 56.10     |       |
| 32 | A     | Inga Stasiulionytė      | LTU Lituânia        | 55.66 | x     | 55.34 | 55.66     |       |
| 33 | A     | Sunette Viljoen         | RSA África do Sul   | 53.14 | 55.58 | 53.82 | 55.58     |       |
| 34 | B     | Olivia McKoy            | JAM Jamaica         | 55.51 | x     | 53.85 | 55.51     |       |
| 35 | B     | Tetyana Lyakhovych      | UKR Ucrânia         | 55.50 | x     | 53.59 | 55.50     |       |
| 36 | A     | Anastasiya Svechnikova  | UZB Uzbequistão     | 55.31 | x     | 48.71 | 55.31     |       |
| 37 | A     | Martinka Ratej          | SLO Eslovênia       | 55.30 | 51.56 | 53.24 | 55.30     |       |
| 38 | B     | Kim Kreiner             | USA Estados Unidos  | 55.13 | 53.81 | 53.48 | 55.13     |       |
| 39 | A     | Zuleima Araméndiz       | COL Colômbia        | 51.30 | 54.71 | x     | 54.71     |       |
| 40 | A     | Monica Stoian           | ROU Romênia         | x     | 54.56 | x     | 54.56     |       |
| 41 | A     | Kara Patterson          | USA Estados Unidos  | 54.00 | 50.35 | 54.39 | 54.39     |       |
| 42 | B     | Song Dan                | CHN China           | 53.11 | 54.32 | x     | 54.32     |       |
| 43 | A     | Nadeeka Lakmali         | SRI Sri Lanka       | x     | 53.44 | 54.28 | 54.28     |       |
| 44 | A     | Christina Scherwin      | DEN Dinamarca       | 53.95 | x     | x     | 53.95     | SB    |
| 45 | B     | Alexandra Nasta-Tsisiou | CYP Chipre          | 53.24 | x     | 47.18 | 53.24     |       |
| 46 | A     | Kim Kyung-ae            | KOR Coreia do Sul   | 51.46 | 48.00 | 53.13 | 53.13     |       |
| 47 | B     | Mariya Yakovenko        | RUS Rússia          | 47.90 | 51.67 | 50.49 | 51.67     |       |
| 48 | A     | María González          | VEN Venezuela       | 48.37 | 50.51 | 42.32 | 50.51     |       |
| 49 | B     | Serafina Akeli          | SAM Samoa           | 47.83 | 42.78 | 49.26 | 49.26     |       |
| 50 | B     | Ásdís Hjálmsdóttir      | ISL Islândia        | x     | x     | 48.59 | 48.59     |       |
| 51 | B     | Leryn Franco            | PAR Paraguai        | 45.34 | x     | 43.77 | 45.34     |       |
| 52 | B     | Rumyana Karapetrova     | BUL Bulgária        | 40.15 | -     | -     | 40.15     |       |
| –  | A     | Zahra Bani              | ITA Itália          | x     | x     | x     | NM        |       |
| –  | B     | Tatjana Jelača          | SRB Sérvia          | x     | x     | x     | NM        |       |

### Final
21 de agosto de 2008 - 19:20
| #                 | Atleta                 | País                | 1     | 2     | 3     | 4     | 5     | 6     | Resultado | Notas  |
| ----------------- | ---------------------- | ------------------- | ----- | ----- | ----- | ----- | ----- | ----- | --------- | ------ |
| Medalha de ouro   | Barbora Špotáková      | CZE República Checa | 69.22 | 67.04 | x     | 64.92 | x     | 71.42 | 71.42     | ER     |
| Medalha de prata  | Christina Obergföll    | GER Alemanha        | 66.13 | x     | 63.34 | x     | x     | x     | 66.13     |        |
| Medalha de bronze | Goldie Sayers          | GBR Grã-Bretanha    | 65.75 | 59.40 | 62.92 | 59.72 | 65.03 | 56.83 | 65.75     | NR     |
| 4                 | Steffi Nerius          | GER Alemanha        | 64.05 | 62.25 | 59.97 | x     | x     | 65.29 | 65.29     |        |
| 5                 | Osleidys Menéndez      | CUB Cuba            | 63.35 | x     | x     | x     | x     | x     | 63.35     |        |
| 6                 | Barbara Madejczyk      | POL Polônia         | 58.74 | 59.16 | 58.67 | x     | 58.21 | 62.02 | 62.02     |        |
| 7                 | Katharina Molitor      | GER Alemanha        | 53.19 | 57.37 | 59.64 | 58.81 | 56.72 | 57.00 | 59.64     |        |
| 8                 | Mercedes Chilla        | ESP Espanha         | x     | 57.94 | 58.13 |       |       |       | 58.13     |        |
| 9                 | Zhang Li               | CHN China           | 54.69 | x     | 56.14 |       |       |       | 56.14     |        |
| 10                | Sinta Ozoliņa          | LAT Letônia         | 50.67 | 53.38 | 52.23 |       |       |       | 53.38     |        |
| 11                | Felicia Țilea-Moldovan | ROU Romênia         | 53.04 | x     | 52.80 |       |       |       | 53.04     |        |
| –                 | Mariya Abakumova       | RUS Rússia          | 69.32 | 69.08 | x     | 70.78 | x     | 67.52 | 70.78     | NR DSQ |

Legenda
| Recorde mundial      | Recorde mundial (World record)               |                       | Recorde africano                      | Recorde africano (African) |                                           | Q | Classificado por posição (Qualified) |
| Recorde olímpico     | Recorde olímpico (Olympic record)            | Recorde da América    | Recorde da América (Americas)         | q                          | Classificado por melhor tempo (Qualified) |   |                                      |
| Melhor marca do ano  | Melhor marca do ano (World leading)          | Recorde asiático      | Recorde asiático (Asian)              | DNS                        | Não largou (Did not start)                |   |                                      |
| Recorde nacional     | Recorde nacional (National record)           | Recorde europeu       | Recorde europeu (European)            | DNF                        | Não terminou (Did not finish)             |   |                                      |
| Recorde pessoal      | Recorde pessoal do atleta (Personal best)    | Recorde da Oceania    | Recorde da Oceania (Oceania)          | DSQ / DQ                   | Desclassificado (Disqualified)            |   |                                      |
| Recorde da temporada | Recorde da temporada do atleta (Season best) | Recorde sul-americano | Recorde sul-americano (South America) | NM                         | Sem marca (No mark)                       |   |                                      |